# 우룸인
우룸인(그리스어: Ουρούμ, 튀르키예어: Urum, 크림 타타르어: Urum)은 크림반도와 조지아 일대의 튀르크어족 언어를 구사하는 여러 그리스 정교회 신자 집단을 지칭하는 용어이다.

## 역사
우룸인의 기원에 대해서는 크게 두 이론이 존재한다. 하나는 우크라이나 그리스인들의 사용 언어가 크림 타타르어로 언어 전환이 일어났다는 가설이다. 다른 하나는 크리스트교로 개종한 크림 타타르인 집단에서 유래했다는 가설이다. 크림반도 그리스인에 대한 역사 전문가 M. Arajioni는 "크림반도 서남부와 도시 일대의 그리스어 사용 범위가 줄어들면서 몇몇 크림반도의 "로마인"은 자신의 모어를 잃어버렸다. 그러므로, 우룸인은 언어 전환이 일어난 그리스인이지, "세례 받은 타타르인"이 아니다."라고 언급했다. 몇몇은 크림반도·우크라이나와 조지아의 우룸인 모두 동일하게 아나톨리아 출신이며, 이 두 우룸인 집단이 같은 언어를 사용한다고 주장한다. 하지만 후자를 뒷받침하는 언어학적 자료는 없다.

## 어원
우룸이라는 용어는 아랍어로 로마인을 뜻하던 '룸(روم)'에서 유래하였으며, 이후 점차 동로마 제국과 그리스인을 지칭하는 뜻으로 바뀌었다. 오스만 제국에서는 룸이라는 용어를 제국 내 동방 정교회 신도들을 지칭하는 데 사용했으며, 현대 튀르키예어에서는 튀르키예에 거주하고 있는 그리스인을 지칭하는데 쓴다. '우룸(Urum)'에서 앞에 붙은 'u-' 발음은 튀르크어족 언어에서 r- 발음으로 시작하는 차용어에 주로 붙는 어두음이다. 많은 튀르크어 사용 그리스인을 '우룸인'이라 호칭하였기 때문에 우룸이라는 표현을 사용하는 것은 몇몇 혼동을 초래하기도 한다.
우룸인이라는 표현은 다음과 같은 그리스인의 하위 민족집단이 자기 스스로를 지칭하는 데 쓰인다.
- 우크라이나 북아조프의 크림 타타르어 사용 그리스인 (우크라이나 그리스인(영어판)).
- 조지아 찰카(영어판)의 튀르크어 사용 그리스인 (캅카스 그리스인(영어판)).

## 같이 보기
- 우크라이나의 인구
- 조지아의 인구